# Hangar
Um hangar é um grande galpão, situado em um aeroporto ou heliporto, no qual estacionam-se as aeronaves para manutenção e preparação para os próximos voos. Podem ser construídos em madeira, aço ou concreto.
O termo também pode referir-se aos abrigos construídos para balões, dirigíveis ou aviões.
Foi inventado e construído por Santos Dumont por causa de suas experiências com dirigíveis em Paris, ele precisava de uma maneira para abrigar seus dirigíveis sem esvazia-los, foi então que em 1900, ele construiu oque é amplamente reconhecido como o primeiro Hangar do mundo.

## Brasil
Na cidade do Rio de Janeiro, localiza-se o mais famoso hangar para aeronaves no Brasil, o Hangar do Zeppelin, construído na década de 1930. Tombado pelo Instituto do Patrimônio Histórico e Artístico Nacional (IPHAN), atualmente pertence a Base Aérea de Santa Cruz.
Em Belém, capital do Pará, foi construído o Hangar - Centro de Convenções e Feiras da Amazônia, um ousado e estratégico espaço equipado para abrigar eventos de porte nacional e internacional é uma das obras com maior impacto na economia do Estado, ocupa 12 mil metros quadrados e é um dos maiores e mais modernos do país.
O Hangar da Amazônia já comportou eventos com participações internacionais e de grande público, por exemplo a Feira Mundial do Artesanato, Feira Pan-Amazônica do Livro; a Feira Internacional de Turismo da Amazônia, a Feira Super Norte e o festival sertanejo Villa Mix.
1. ↑  Museu Aeroespacial (2021). «O primeiro hangar do mundo». Força Aérea Brasileira
2. ↑  F. Laux, Paulo (3 de outubro de 2012). «A memorável passagem do Zeppelin pelo Brasil». Aeromagazine. Grupo UOL. Consultado em 5 de setembro de 2016
3. ↑  Governo do Pará. «Hangar, Centro de Convenções da Amazônia». Paraturismo. Consultado em 22 de junho de 2016